# Love Injected
Chansons représentant la Lettonie au Concours Eurovision de la chanson
Cake to Bake
(2014) Heartbeat
(2016)

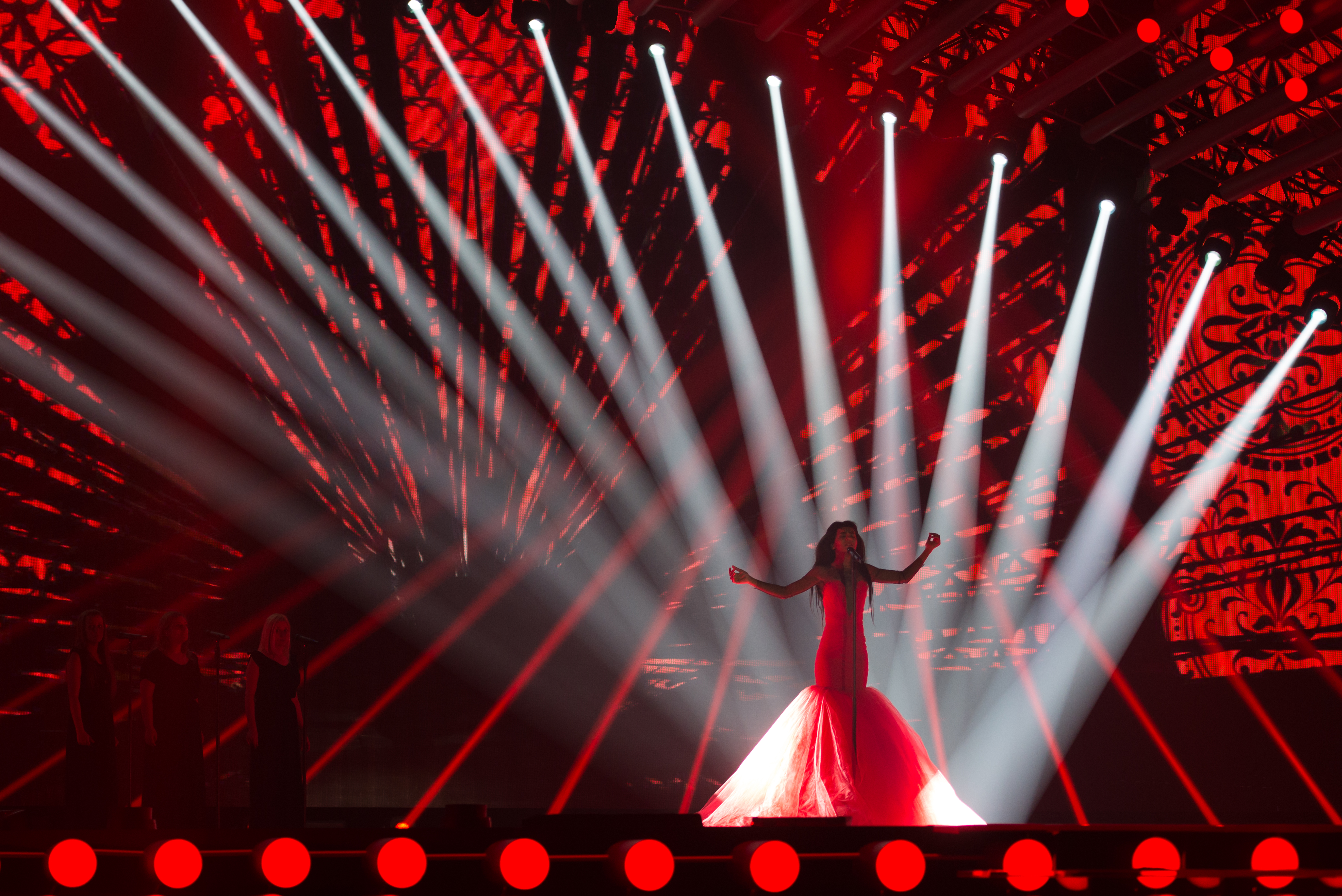
Concours Eurovision de la Chanson Vienne 2015 : Aminata

Love Injected (en français « Amour injecté ») est la chanson de Aminata qui représente la Lettonie au Concours Eurovision de la chanson 2015 à Vienne. 
Le 21 mai 2015, lors de la 2de demi-finale, elle termine à la 2e place avec 155 points et est qualifiée pour la finale le 23 mai 2015, au cours de laquelle elle termine à la 6e place avec 186 points.